# مقسم الأشعة
مقسم الأشعة، وهو جهاز بصري لتقسيم حزم الشعاع إلى جزئين وهو الجزء الحاسم في تقنية قياس التداخل . يستخدم أيضا في جهاز الموازي التلقائي الذي يستخدم لقياس زوايا صغيرة.

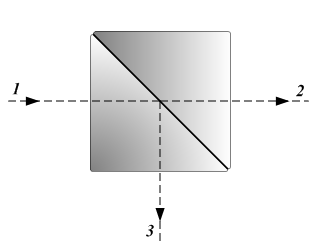
مخطط توضيحي لمقسم الأشعة المكعب :
1- الضوء الساقط(الداخل)
2-الضوء العابر(المخترق)
3-الضوء المنعكس (إتجاه هذه الحزمة تعتمد على زاوية المرآه)

السطع العاكس في مقسم الأشعة هو مرآة نصف عاكسة .